# Miguel González Ibarra
Miguel González Ibarra (n. Tlaquepaque, Jalisco, México, 29 de septiembre de 1918-Guadalajara, México, 11 de agosto de 1991), fue un obispo.

## Infancia y Seminario
En la población de Tlaquepaque –aledaña a la ciudad de Guadalajara, capital del estado de Jalisco–, vio la primera luz Miguel González Ibarra el 29 de septiembre de 1918 en el hogar de los cristianos esposos Candelario González y Lorena Ibarra. Cursó la primaria en Guadalajara, en la escuela parroquial de San Sebastián de Analco, ingresando al seminario tapatío, en noviembre de 1933, regentado por el señor don Ignacio de Alba. Cursó ahí toda su carrera sacerdotal, llegando a ser uno de los alumnos más distinguidos por su talento y sólida piedad.

## Sacerdote
El arzobispo Garibi le impartió la unción sacerdotal el 31 de mayo de 1945 y se dignó predicarle en su cantamisa celebrada en Tlaquepaque. Destinado a Tepatitlán como vicario cooperador, donde desplegó todo su ardor juvenil y celo sacerdotal bajo la dirección del párroco J. Jesús Reinoso, tuvo la suerte de encontrar aquí a un buen amigo y ejemplar sacerdote que fue su guía espiritual: el padre Agustín Ramírez. Cuatro años después, el 31 de marzo de 1949, el señor Garibi, teniendo en cuenta sus dotes personales, le confío la parroquia y foranía de Tenamaxtlán, y en los seis años que la administró logró transformarla tanto en lo espiritual como en lo material, valiéndose de obras de educación e instrucción de la juventud y de la niñez, obras benéfico-sociales, catecismo, congresos religiosos, etcétera, con lo cual logró adueñarse del corazón de todos sus feligreses que lo amaban como verdadero y amoroso padre. El 12 de junio de 1957 fue cambiado al curato y foranía de Sayula, donde trabajó por el mejoramiento religioso, social y material de la feligresía, mediante fundación y sostenimiento de escuelas, catecismo, desayunadores infantiles, organizaciones parroquiales, frecuencia de sacramentos y obras piadosas que elevaron la vida espiritual de la parroquia, ganándose así el respeto, amistad y consideraciones de feligreses y autoridades.

## Obispo
Ahí lo sorprendió la noticia de que el santo padre Juan XXIII lo había preconizado primer obispo de Autlán el 20 de marzo de 1961; tenía 43 años de edad y 16 de ministerio sacerdotal. Llegó a Autlán el 27 de mayo, en medio del entusiasmo de sus nuevos diocesanos y de numerosos feligreses que de lejanas tierras vinieron a felicitarlo y que lo acompañaron hasta el templo parroquial, donde el delegado apostólico Luigi Raimondi, en imponente ceremonia le entregó las Bulas Episcopales. El día siguiente, 28 de mayo de 1961, recibió la consagración episcopal en el templo del Sagrado Corazón de Jesús, de manos del cardenal José Garibi Rivera, acompañado por los señores Javier Nuño, Ignacio de Alba, Miguel Suárez Bedoy (Tlaquepaque 1916-1996). En tal acto predicó el obispo de Querétaro, doctor Alfonso Toriz. En la Diócesis de Autlán permaneció hasta el 15 de julio de 1967, al ser nombrado obispo de la Diócesis de Ciudad Obregón Sonora, en donde realizó su ministerio episcopal hasta el 14 de noviembre de 1981 cuando su renuncia fue aceptada por el papa Juan Pablo II. Enseguida pasó sus años de obispo emérito, en la ciudad de Guadalajara, en el templo Expiatorio, y asistiendo a los enfermos en el Hospital Civil de la ciudad. Así mismo, en su natal Tlaquepaque fue partícipe de la edificación de la Parroquia de San Miguel Arcángel. Murió el 11 de agosto de 1991 en Guadalajara, Jalisco. Por petición de él, sus restos mortales descansan en Ciudad  Obregón, Sonora.